# Brad Loesing
Brad Loesing (* 9. Oktober 1989 in Cincinnati, Ohio) ist ein ehemaliger US-amerikanisch-deutscher Basketballspieler.
Nach dem Studium in seinem Geburtsland wurde Loesing 2012 professioneller Spieler in Europa. Hier bemühte er sich wegen seiner deutschen Abstammung erfolgreich um eine deutsche Staatsbürgerschaft, damit er unter weniger striktere Bedingungen bei Spielberechtigungen fiel. Nach einer Saison in Ungarn konnte er seinen Vertrag in den Niederlanden wegen eines Kreuzbandrisses nicht erfüllen. Ab 2014 spielte er in Deutschland, in der Bundesliga brachte er es auf insgesamt 136 Einsätze.

## Karriere
Loesing ging in Norwood und Cincinnati zur Schule und wechselte dann zum Studium jenseits der Appalachen an das Wofford College in Spartanburg im Bundesstaat South Carolina. Hier wurde er Mitglied der Hochschulmannschaft Terriers in der Southern Conference (SoCon) der NCAA, für die er vier Jahre lang bis 2012 spielte. Mit den Terriers, seit 1998 in der ersten NCAA-Division, gewann er 2010 erstmals das SoCon-Meisterschaftsturnier und konnte den Titel 2011 verteidigen. Ohne die Absolventen Noah Dahlman und Jamar Diggs, der einen professionellen Vertrag beim deutschen Zweitligisten Paderborn Baskets unterschrieben hatte, verlor man jedoch beim Finalturnier 2012 gleich in der ersten Runde, weshalb man auch eine erneute Qualifikation für die landesweite NCAA-Endrunde verpasste, die nur dem Sieger des Finalturniers vorbehalten war. Bei den beiden vorangegangenen erstmaligen Teilnahmen der Terriers an der Endrunde der ersten Division hatte man jeweils das eigene Auftaktspiel verloren. Loesing hatte in seinem Abschlussjahr als Senior die Auszeichnung als bester Verteidiger der SoCon erhalten und stellte mehrere Rekorde der Terriers in ihrer Division I-Zeit auf. So stand er in 130 seiner 132 NCAA-Einsätze in der Anfangsaufstellung und gehörte bei seinem Weggang in der Wertung Vorlagen pro Spiel zu den ersten Fünf der ewigen Bestenliste der Terriers.
Seinen ersten Vertrag als Berufsbasketballspieler bekam Loesing 2012 beim ungarischen Erstligisten VSK Panthers in Pécs. Die Mannschaft sicherte sich am Saisonende den letzten verbliebenen Startplatz für die Finalrunde um die Meisterschaft, in der man sich in der ersten Runde nach zwei eigenen Siegen erst in fünf Spielen dem Hauptrundenersten und späteren Titelgewinner Albacomp Fehérvár geschlagen geben musste. Zur folgenden Saison unterschrieb Loesing einen Vertrag bei Landstede Zwolle in den Niederlanden, doch in einem Vorbereitungsspiel erlitt er einen Kreuzbandriss, so dass er letztlich die ganze Saison ausfiel und keinen Einsatz in der Dutch Basketball League absolvierte.
Der deutschstämmige Loesing hatte sich erfolgreich um die Erlangung der deutschen Staatsbürgerschaft bemüht, damit er in Europa als EU-„Inländer“ nach der Bosman-Entscheidung unter weniger strikte Einsatzberechtigungen fiel. Nach dem Auskurieren seiner Verletzung bekam er zur Saison 2014/15 nun auch einen Zweijahresvertrag in Deutschland beim Erstligisten MHP Riesen Ludwigsburg, der jedoch von der vertragsgemäßen Option Gebrauch machte und Loesing im ersten Jahr an die Oettinger Rockets aus Gotha auslieh, damit er beim Zweitligisten in der ProA-Saison 2014/15 wieder ausreichend Spielpraxis nach seiner Verletzungspause bekäme. Unter Trainer Chris Ensminger kam Loesing dann auch auf mehr als 25 Minuten Einsatzzeit pro Spiel, in der er seiner Mannschaft mit knapp elf Punkten und drei Assists pro Spiel zum fünften Platz der Hauptrunde verhalf, der zum damaligen Zeitpunkt besten jemals erreichten Platzierung der Mannschaft. Im innerthüringischen Duell in der ersten Play-off-Runde bezwang man Science City Jena und konnte in der um den Aufstieg entscheidenden Halbfinalserie dem zuvor in der Hauptrunde dominierenden Erstliga-Absteiger S.Oliver Baskets Würzburg weitgehend Paroli bieten. Letztlich musste man sich aber in vier Spielen geschlagen geben, doch Loesing schaffte mit der Rückkehr nach Ludwigsburg trotzdem den Aufstieg in die höchste deutsche Spielklasse. Hier spielte er neben der Bundesliga zudem im europäischen Vereinswettbewerb Eurocup, in den die Ludwigsburger nachrückten, auch erstmals in einem internationalen Wettbewerb.
Im Sommer 2017 wechselte er innerhalb der Bundesliga zu den EWE Baskets Oldenburg. Mit einer mittleren Einsatzzeit von 11:15 Minuten pro Bundesliga-Partie sowie 3,6 Punkten je Begegnung blieb er bei den Niedersachsen Ergänzungsspieler. Loesing verließ Oldenburg nach einem Jahr und wechselte zum Bundesliga-Konkurrenten S.Oliver Würzburg. Auch hier schaffte er nicht den Sprung zum Leistungsträger, leistete im Spieljahr 2018/19 aber bei begrenzter Einsatzzeit (13:38 Minuten je Begegnung) ordentliche Dienste, indem er im Durchschnitt pro Partie zwei Korberfolge seiner Mannschaft vorbereitete und darüber hinaus 3,4 Punkte verbuchte.
In der Sommerpause 2019 nahm Loesing ein Vertragsangebot des Bundesligaabsteigers Science City Jena an und zog nach einem Jahr zum Ligakonkurrenten Rostock Seawolves weiter. Mit den Hanseaten schaffte er in der Saison 2021/22 den Aufstieg in die Bundesliga. Anschließend bot Rostock Loesing keinen neuen Vertrag an, der daraufhin seine Laufbahn beendete.
Loesing ist mit einer aus Stuttgart stammenden Deutschen verheiratet.